# بیمارستان مهر اهواز
بیمارستان مهر اهوازاین بیمارستان در شهرستان اهواز واقع شده و بیمارستانی خصوصی – درمانی است که در سال ۱۳۷۷ باظرفیت ۲۵۰تخت ثابت، تأسیس، و در حال حاضر ۱۰۰ تخت دایر دارد.

## بخش‌های بیمارستان
بخش‌های موجود در این بیمارستان عبارتند از: داخلی، جراحی، زنان و زایمان، کودکان، چشم، ارولوژی، ارتوپدی، قلب، گوش و حلق وبینی، CCU ,ICU